# Piotr Pasiewicz
Piotr Pasiewicz (ur. 1979 w Łodzi) – polski malarz, grafik, rysownik, performer i artysta audiowizualny.

## Życiorys
W 2013 ukończył z wyróżnieniem studia na Wydziale Grafiki i Malarstwa na Akademii Sztuk Pięknych im. Władysława Strzemińskiego w Łodzi w Pracowni Malarstwa prof. Andrzeja Mariana Bartczaka. 
W swojej twórczości skupiający się na łączeniu różnych technik graficznych z rysunkiem, plamą barwną i fakturą. W malarstwie koncentruje się na kierunku abstrakcyjnym. Na swoim koncie ma liczne wystawy indywidualne oraz zbiorowe w Polsce i za granicą. W 2011 otrzymał stypendium Ministra Kultury i Dziedzictwa Narodowego, a w 2013 został finalistą 12. edycji konkursu Artystyczna Podróż Hestii. W swojej twórczości wykorzystuje różne media, tj. grafikę warsztatową, malarstwo, rysunek, performance, wideo-art oraz krótkie formy filmowe.

## Nagrody i wyróżnienia
- Stypendium Rektora ASP, Łódź (2011).
- Stypendium Ministra Kultury i Dziedzictwa Narodowego, Warszawa (2011).
- Nagroda główna Konkursu Katalogu Rynku i Sztuki (2013)[5].
- Nominacja do nagrody Artystyczna Podróż Hestii Gdańsk (2013).
- Nominacja do nagrody „Świeża krew”, IV Przegląd Młodej Sztuki, Galeria Socato, Wrocław (2014).